# Galben de chinolină
Galbenul de chinolină (E104) este un colorant alimentar, iar din punct vedere chimic este un sulfonat de sodiu hidrosolubil sintetic derivat de la chinolină. Conferă culoarea galbenă. Este un amestec de disulfonați (majoritar), monosulfonați și trisulfonați de 2-(2-chinolil)indan-1,3-dionă.p. 119